# Michal Křížek
Profesor RNDr. Michal Křížek, DrSc. (* 8. března 1952, Praha) je český matematik a popularizátor vědy.

## Život
Vystudoval Matematicko-fyzikální fakultu Univerzity Karlovy a působí na Matematickém ústavu AV ČR.
Je spoluautorem knihy „Prvních deset Abelových cen za matematiku“ o nejdůležitějších výsledcích laureátů Abelovy ceny.
Od roku 2000 člen Učené společnosti ČR.
V říjnu 2013 byl oceněn za celoživotní dílo v popularizaci vědy Cenou předsedy Akademie věd ČR za propagaci výzkumu, experimentálního vývoje a inovací.